# مقاطعة فيليبس (مونتانا)
مقاطعة فيليبس (بالإنجليزية: Phillips County)‏ هي إحدى مقاطعات ولاية مونتانا في الولايات المتحدة الأمريكية.

## الجغرافيا
وفقاً لمكتب تعداد الولايات المتحدة، تبلغ مساحة المقاطعة 5,212 ميل مربع (13,500 كـم2)، منها 5,140 ميل مربع (13,300 كـم2) يابسة و72 ميل مربع (190 كـم2) (1.4%) مسطحات مائية. وهي ثاني أكبر مقاطعة في ولاية مونتانا من حيث المساحة وثالث أكبر مقاطعة من حيث المساحة الإجمالية.

### المقاطعات المجاورة والبلديات الريفية
- مقاطعة بلاين - غرباً
- مقاطعة فيرغوس - جنوب غربي
- مقاطعة بتروليوم - جنوباً
- مقاطعة غارفيلد - جنوب شرقي
- مقاطعة فالي - شرقاً
- بلدية لون تري رقم 18 - شمالاً
- بلدية فال ماري رقم 17 - شمالاً
- بلدية مانكوتا رقم 45 - شمال شرق

## التركيبة السكانية
يلخص الجدول التاري تطور أعداد السكان في المقاطعة:

## أعلام
- جودي بلنت